# Lara Juriša
Lara Juriša (* 15. Mai 1997) ist eine kroatische Leichtathletin, die sich auf den Stabhochsprung spezialisiert hat.

## Sportliche Laufbahn
Erste internationale Erfahrungen sammelte Lara Juriša im Jahr 2017, als sie bei den Balkan-Hallenmeisterschaften in Belgrad mit übersprungenen 3,80 m den siebten Platz belegte. Mitte Juli erreichte sie dann bei den Balkan-Meisterschaften in Novi Pazar mit 3,60 m Rang fünf. Im Jahr darauf wurde sie bei den Balkan-Hallenmeisterschaften in Istanbul mit 3,80 m Sechste und 2020 klassierte sie sich bei den Balkan-Meisterschaften in Cluj-Napoca mit 3,70 m auf Rang vier. Im Jahr darauf wurde sie bei den Balkan-Meisterschaften in Smederevo mit 3,70 m Sechste und 2022 gelangte sie bei den Balkan-Meisterschaften in Craiova mit 4,05 m auf Rang vier. 
In den Jahren 2019, 2020 und 2022 wurde Juriša kroatische Meisterin im Stabhochsprung im Freien sowie 2020, 2021 und 2023 auch in der Halle.

## Persönliche Bestleistungen
- Stabhochsprung: 4,06 m, 25. Juni 2022 in Karlovac
  - Stabhochsprung (Halle): 4,10 m, 14. Januar 2023 in Zagreb